# Bommelwereld
Bommelwereld is een toekomstig overdekt attractiepark in Groenlo, in de Achterhoek in de provincie Gelderland. Het park staat gepland om te openen op 3 oktober 2025 en wordt gerealiseerd als onderdeel van vakantiepark Marveld Recreatie. Het themapark is gebaseerd op de stripfiguren Olivier B. Bommel en Tom Poes van tekenaar Marten Toonder, en ontstaat in samenwerking met de Toonder Compagnie. De entree van het park is vormgegeven als het kasteel Bommelstein, herkenbaar aan vijf torens.

## Geschiedenis
Edwin Bomers had de wens om een attractiepark te creëren in de Achterhoek van Gelderland. Hij koos ervoor om als thema de personages van de Bommelsaga te gebruiken om zo in te spelen op de populariteit, de rijke taal en de uitdrukkingen die ze hebben geïntroduceerd.
Het concept van het attractiepark werd in 2019 gepresenteerd aan de gemeente van Oost Gelre. Ook sloot Bomers een overeenkomst om de rechten op Toonders werk te mogen gebruiken.
In 2022 gaf de gemeente Groenlo toestemming om het park te bouwen in de Achterhoek, maar door problemen en omstandigheden werden de plannen voor het park iets ingekrompen omdat de ecologische verbindingszone van het Gelders Natuurnetwerk net buiten het nieuwe bestemmingsplan ligt. Ook werd aangekondigd dat er minder parkeerplaatsen bij Bommelwereld worden aangelegd dan wat oorspronkelijk de bedoeling was.
In mei 2023 werd er een gedetailleerde tekening naar buiten gebracht van hoe het park er uit zal zien. Op de tekening werd getoond welke attracties er in Bommelwereld zullen komen. Ook werd er in die periode begonnen met de bouw van het attractiepark.
In november 2023 werd de eerste uitzending Van tekening tot pretpark online gezet op het YouTubekanaal van Omroep Gelderland. De eerste blikvanger van het park was het stalen geraamte; voor de bouw werd Jora Vision ingeschakeld voor de decors.
In maart 2024 werden de eerste delen van de Vekoma-achtbaan naar het park gebracht Het is een achtbaan waar bezoekers in een wagentje door de rotsen heen rijden. De achtbaan kreeg  de naam Bulderbaan.
In juni dat jaar werden er in een nieuwe aflevering van Van tekening tot pretpark nog meer ontwerpen getoond van de attracties die een plaatsje zullen krijgen in het park: een vrijevaltoren, een carrousel en een boomstammenbaan.
In september 2024 werd tijdens de beurs IAAPA Expo Europe in Amsterdam het nieuwe attractiepark gepresenteerd. Tijdens deze presentatie werden onder andere de mascottes Tom Poes en Olivier B. Bommel gepresenteerd. De vijf torens van kasteel Bommelstein werden in december dat jaar op het kasteel gehesen.
Ook werd al eerder in 2020 bekend gemaakt dat alle collecties van de Bommelzolder in Zoeterwoude zullen verhuizen naar Bommelwereld. Deze zullen een plekje krijgen in het entreegebouw van kasteel Bommelstein.
In juni 2025 werd gewerkt aan de laatste fase van het attractieaanbod. In de laatste aflevering van Van tekening tot pretpark werd gemeld dat er gewerkt wordt aan de naamborden van de attracties, hoe de stand van zaken is met betrekking tot de indoorhal Rommeldam en hoe men bezig is met een animatronic-versie van Joost die de bezoekers zal verwelkomen bij de ingang. Stemacteur Paul van Gorcum zal zijn stem lenen aan de bediende.
Naast het attractiepark en de museumcollectie van de Bommelzolder zal in het park ook restaurant Cant & Claer, souvenir winkel De Bommel Boetiek en een theater worden gevestigd in het gebouw van Bommelstein, waar films, muziek en musicals worden vertoond.

## Attracties
Bommelwereld huisvest 20 attracties, die in de grote hal van Rommeldam staan. Hieronder staat het attractieaanbod van het park.
| Naam Attractie                   | Type              | Bouwer           |
| -------------------------------- | ----------------- | ---------------- |
| Bulderbaan                       | Junior Coaster    | Vekoma           |
| Daverend Draken Spektakel        | Polyp             | Zamperla         |
| De Denk Tank                     | Escaperoom        |                  |
| De Dolle Albatros                | Rockin' Tug       | Zamperla         |
| Klauter Magazijn                 | Speeltuin         | Eli Play         |
| Magisch Emporium                 | Cakewalk          | Gosetto          |
| De Oude Schicht                  | Rondrit           | Metallbau Emmeln |
| Prof. Prlwytzkofsky Bots Bolides | Botsauto's        | Bertazzon        |
| Protonen Spitz                   | Vrijevaltoren     | Zierer           |
| Razende Rommel                   | Boomstamattractie | ABC Rides        |
| Roetsjbaan                       | Glijbaan          | Metallbau Emmeln |
| De Rommeldamse Spil              | Caroussel         | Bertazzon        |
| De Vreemde Eend                  | Watercarrousel    | Metallbau Emmeln |
| Vissenmolen                      | Jump Around       | Zamperla         |
| Wentel Kratten                   | Demolition Derby  | ABC Rides        |
| De Zwarte Last                   | Vrijevaltoren     | Sunkid Heege     |
| Zwevende Zwam                    | Zweefmolen        | Bertazzon        |

## Themagebieden
De themagebieden die te vinden zijn in de hal zijn gebaseerd op de fictieve locaties uit de stripverhalen van de Bommelsaga.

### Slot Bommelstein
Slot Bommelstein is te vinden bij de ingang en wordt gebruikt als hoofdingang van het park, in Bommelstein zal men de eregalerij, een theater en de Bommelzolder afkomstig uit Zoeterwoude te vinden zijn in het kasteel.

### Kasteeltuinen
Als men verderop Bommelstein verlaat kom men aan in het eerste deel van de hal De Kasteeltuinen, hier vindt men de eerste drie attracties, de oldtimerbaan, de glijbaan en de vissenmolen, naast de achterkant van Slot Bommelstein vindt men de Bommel Boetiek en het restaurant Cant & Claer.

### Stad Rommeldam
Stad Rommeldam bevindt zich in het midden van de hal en is een replica van de gelijknamige stad uit de stripverhalen, in dit deel van de hal vind men de attracties als een carrousel, de botsauto's, het Magisch Emporium, vrijevaltoren De Zware Last, Rocking Tug De Dolle Albatros, De Denk Tank en de indoor speeltuin de Klauter Magazijn.

### Uitvindersgebied
Uitvindersgebied is te vinden rechts achter in de hal van het themapark, de volgende attracties die daar te vinden zijn, zijn vrijevaltoren Protonen Spitz, Eendjesmolen De Vreemde Eend en de boomstammenbaan De Razende Rommel.

### De Zwarte Bergen
Dit themagebied bevindt zich links achter in de hal, in dit themadeel bevindt zich de achtbaan Bulderbaan, en de zweefmolen Zwevende Zwam, het themadeel De Zwarte Bergen is ook terug te vinden uit de stripverhalen van Olivier B. Bommel en Tom Poes.

### Circusterrein
Dit themadeel bevindt zich helemaal achter door in de hal en bevindt zich de volgende twee attracties, De Wentel Kratten en De Daverend Draken Spektakel, de draken spektakel attractie is gebaseerd op de Bommelfilm van Toonders verfilming en is gethematiseerd als circustent, ook vindt men in deze attractie het draakje zwelgje in het midden van de attractie.

### Rivier de Rommel
Rivier de Rommel is te vinden in het midden van de hal naast Rommeldam, de volgende attracties die te vinden zijn is een trekvlot en de Haven Meester.